# Miłko Rusew
Miłko Dimow Rusew (bułg. Милко Димов Русев; ur. 1924 w Sliwenie, zm. 6 sierpnia 2006) – bułgarski kolarz. 
Reprezentant Bułgarii na Letnich Igrzyskach Olimpijskich 1952 w Helsinkach. Na igrzyskach uczestniczył w wyścigu indywidualnym ze startu wspólnego, którego nie ukończył i w jeździe drużynowej na 4000 metrów, w której był 16.
W latach 1948–1952 i 1954–1957 startował w Wyścigu Pokoju, w którym zajmował następujące miejsca:
- 1948 (P⇒W) – 13. miejsce
- 1949 – 45. miejsce
- 1950 – 8. miejsce
- 1951 – 6. miejsce
- 1952 – 11. miejsce
- 1954 – 42. miejsce
- 1955 – 37. miejsce
- 1956 – 29. miejsce
- 1957 – 50. miejsce